# Хацыгов, Хаважи Ахмедович
Хава́жи Ахме́дович Хацы́гов (Хацигов) (род. 17 апреля 1977, Грозный, РСФСР) — белорусский боксёр чеченского происхождения, чемпион Европы среди любителей 2002 года, участник летних Олимпийских игр 2004 и 2008 годов, обладатель Кубка мира 2005 и 2006 годов. Из-за сложностей с попаданием в национальную сборную России Хаважи Хацыгов в 1999 году переехал в Беларусь.

## Спортивная карьера

### Чемпионат Европы по боксу 2002года
- 1/8 финала: победа по очкам над греком Артуром Микаеляном;
- 1/4 финала: победа по очкам над азербайджанцем Агаси Мамедовым;
- 1/2 финала: победа по очкам над румыном Вальдемаром Кучеряном;
- финал: победа по очкам над россиянином Геннадием Ковалёвым.

### Чемпионат Европы по боксу 2004года
- 1/16 финала: победа за явным преимуществом по очкам против грека Яниса Монокандилоса
- 1/8 финала: поражение по очкам в поединке с румыном Вальдемаром Кучеряном

### Летние Олимпийские игры 2004года
На Олимпиаде в Афинах Хацыгов в 1/32 финала победил пуэрториканца Хуана Мануэля Лопеса, но в следующем круге уступил представителю Таиланда, будущему серебряному призёру этих игр Варапою Петчкуму и выбыл из борьбы за медали.

### Чемпионат Европы по боксу 2006года
Поражение в 1/16 финала от болгарина Детелину Далаклиеву, который стал серебряным призёром чемпионата.

### Летние Олимпийские игры 2008года
На Олимпиаде в Пекине в первой же схватке в 1/32 финала Хацыгов уступил молдаванину Вячеславу Гожану и выбыл из дальнейшей борьбы.

### Профессиональная карьера
В 2010 году перешёл на профессиональный ринг. Провёл 28 боев из которых 11 выиграл. 30 марта 2013 года в бою за вакантный титул чемпиона мира по версии WBF уступил Тимуру Ахундову. В 2015 году встречался с будущим чемпионом России Евгением Павко, проиграл досрочно в четвёртом раунде.